# Lubogóra
Lubogóra (niem. Wilhelmshöhe) – wieś w Polsce położona w województwie lubuskim, w powiecie świebodzińskim, w gminie Świebodzin, nad jeziorem Lubich.
W latach 1975–1998 miejscowość administracyjnie należała do województwa zielonogórskiego.

## Historia
Lubogóra powstała w XIX wieku jako folwark w obrębie miejskich gruntów Świebodzina. Gospodarstwo skupiało się na hodowli bydła i od 1864 roku kilkukrotnie zmieniało właścicieli. Po 1945 roku na dawnych ziemiach dworskich zlokalizowano filię Świebodzińskiego Kombinatu Rolnego, w którym zatrudnienie znalazła większość mieszkańców wsi. Lubogóra rozwijała się wokół miejscowego PGR-u, na potrzeby mieszkańców wybudowano kilka bloków oraz przedszkole. 14 października 1981 roku w zakładzie rolnym wybuchł strajk, który rozprzestrzenił się na całe województwo zielonogórskie.